# Marcelo Rodrigo Xavier
Marcelo Rodrigo Xavier (* 18. Februar 1988 in Maringá), auch Marcelo Xavier genannt, ist ein brasilianischer Fußballspieler.

## Karriere
Marcelo Xavier stand von 2007 bis 2011 bei Paulista FC unter Vertrag. Der Verein aus Jundiaí im Bundesstaat São Paulo spielte in der Campeonato Paulista. Bis 2016 spielte er für die brasilianischen Vereine CA Juventus, Maringá FC, Operário Ferroviário EC und Botafogo FC (SP). 2014 stand er mit Maringá FC im Finale der Staatsmeisterschaft von Paraná. In den beiden Finalspielen verlor man nach zwei Unentschieden gegen den Londrina EC. 2017 ging er nach Asien. Hier unterschrieb er in Thailand einen Vertrag beim Suphanburi FC. Der Verein aus Suphanburi spielte in der höchsten Liga des Landes, der Thai League. Nach 23 Erstligaspielen und vier erzielten Toren kehrte er 2018 nach Brasilien zurück, wo er sich seinem ehemaligen Verein Maringá FC anschloss. 2018 feierte er mit Maringá die Staatsmeisterschaft von Mato Grosso. Außerdem wurde er Vizemeister der Campeonato Brasileiro de Futebol – Série C hinter dem Sieger Operário Ferroviário EC. Im September 2019 wechselte er bis Anfang Dezember zum CA Tubarão nach Tubarão. Im Dezember 2019 nahm ihn Botafogo FC (PB) aus João Pessoa unter Vertrag.

## Erfolge
Maringá FC
- Staatsmeisterschaft von Paraná: 2014 (Finalist)
- Staatsmeisterschaft von Mato Grosso: 2018
- Campeonato Brasileiro de Futebol – Série C: 2018 (Vizemeister)